# Killinggänget
Killinggänget är en svensk komikergrupp startad 1991 av Henrik Schyffert, som tillsammans gjort flera uppmärksammade TV-serier, krogshower, kortfilmer och även en långfilm. Gruppen bestod ursprungligen av komikerna Robert Gustafsson, Henrik Schyffert, Johan Rheborg, Martin Luuk, Andres Lokko och Jonas Inde. Jonas Inde hoppade av 2005. Även regissörerna, först Walter Söderlund och därefter Tomas Alfredson, brukar räknas till Killinggänget.

## Historik
Namnet "Killinggänget" kommer från en rollfigur vid namn Glenn Killing, spelad av Henrik Schyffert, som framträtt i flera av gruppens produktioner.
Killinggänget har arbetat mycket med ironi, svart humor och referenser till popvärlden. Gruppens stora genomslag kom med TV-serien NileCity 105,6 (1995).
Gänget träffades efter att SVT kontaktat Henrik Schyffert och Andres Lokko och ville att de skulle göra ett roligt TV-program. Jonas Inde och Johan Rheborg hade gått en manusutbildning tillsammans och Rheborg var också bekant med Robert Gustafsson. Den nybildade konstellationen spelade in I manegen med Glenn Killing.
Robert Gustafsson är den ende i gänget med skådespelarutbildning. Han gick på Teaterhögskolan i Göteborg.
Till gängets första produktioner under 1990-talet var Walter Söderlund deras regissör, från och med Fyra små filmer (1999) är dock Tomas Alfredson husregissör samt medlem i gruppen.
Killinggänget har även drivit med sitt eget sätt att driva med folk (i filmen "En liten film om att göra någon illa" där de förföljer filmkrönikans Gunnar Rehlin) men anklagades samtidigt för att gå över gränsen med några väldigt plumpa skämt om Håkan Nesser på sajten Spermaharen. Gruppen verkade helt oförstående inför denna kritik och anklagade Nesser för att inte ha någon humor. 
I filmsviten Fyra nyanser av brunt frångår gruppen ironin som bärande moment, och berättar i stället surrealistiska berättelser i en realistisk stil.
År 1994 fick Killinggänget Karamelodiktstipendiet.
Hösten 2009 medverkade de i en uppsättning på Dramaten, tillsammans med Reine Brynolfsson och Malin Ek.

## Medlemmar
- Tomas Alfredson (1999–)
- Robert Gustafsson
- Jonas Inde (1991–2005)
- Andres Lokko
- Martin Luuk (1994–)
- Johan Rheborg
- Henrik Schyffert
- Walter Söderlund (1992–96)

## Rollfigurer (urval)
Många av Killinggängets figurer har lånat sina namn av verkliga personer, ofta mer eller mindre kända musiker.
- Glenn Killing, har varit programledare i talkshowen I manegen med Glenn Killing och radiopratare på NileCity 105,6. Spelad av Henrik Schyffert.
- Percy Nilegård (alternativt Nilegaard), affärsman, kulturstrateg, managementkonsult, estradör med mera). Percy är en tydlig, på gränsen till manisk, kapitalist med ett kraftigt underbett. Spelad av Johan Rheborg.
- Tommy Bohlin, halvkorkad hårdrockare från Söder i Stockholm, spelad av Jonas Inde. (Namnet är lånat av musikern Tommy Bolin.)
- Fred Asp, alkoholist som brukar festa med sin iller Göran. Spelas av Robert Gustafsson. (Namnet är lånat av musikern Fred Asp.)
- Lol Tolhurst, med sina sjungande koreanska adoptivpäron. Spelas av Robert Gustafsson. (Namnet är lånat av musikern Laurence "Lol" Tolhurst.)
- Loke Martinzon, smörsångare som sällan sjöng tonsäkert. Spelad av Jonas Inde.
- Greger Hawkwind, homosexuell brandchef med machoimage som kombinerar uniform med kilt, rosa magväska och högklackat. Stöter på Percy Nilegård och kallar honom "flickvän". Spelad av Robert Gustafsson.
- Veiron, kommunist, grovarbetare och proletär från Göteborg som hade sitt eget radioprogram på NileCity 105,6, Veiron i ottan. En punktlig och vanetrogen snusare som ringer ett telefonnummer på måfå klockan 03:30 på morgonen i syfte att väcka någon. Han sprider även sin politiska propaganda under samtalen. Spelad av Robert Gustafsson.
- Kapten Klänning, lärare för astronauterna i Stjärnstaden. Han är en besserwisser med ett stort kontrollbehov och utmärkande talfel. Spelad av Robert Gustafsson.
- Christer Fuglesang, "euronaut" på rymdstaden. Christer mobbas av Kapten Klänning eftersom han kommer med invändningar, egna förslag och ouppskattade skämt. Spelad av Henrik Schyffert.
- Lasse Kongo, alkoholiserad busschaufför från Södertälje, med otydligt tal och ett hett temperament, spelad av Robert Gustafsson.
- Farbror Barbro, plyschklädd högstadiekurator som också arbetat på NileCity som ungdomsrådgivare. Istället för att hjälpa ungdomar med deras problem försöker han sälja hi-fi-system till dem. Spelad av Johan Rheborg.
- Sudden, en sportjournalist som presenterar udda sportgrenar som boxningsmatcher mellan krukväxter och utförsåkning med yoghurtpaket, ofta med inlevelse och vitsar. Sudden förefaller vara en mentalpatient som antingen brukar rymma från psyket med jämna mellanrum eller som då och då har frigång. Spelad av Robert Gustafsson.
- Kaminmannen, egentligen Åke, en till synes helt normal villaägare som förälskade sig i familjens nya kakelugn, frångick alla normala vardagsrutiner och till synes oberörd eldade upp hela sitt hem i kakelugnen. Spelad av Johan Rheborg.
- Allan i Dalen, tuppen från Disney-filmen om Robin Hood, en trubadur som gärna berättar historier med visor som påminner om Cornelis Vreeswijks musik och texter. Spelad av Robert Gustafsson.
- Expressen Fredag-redaktionen, består av Hardy Nilsson, Nuno, Ozzy och Caesar. Hardy från Motala skriver om indiepop[4] och har ett eget fanzine, Common People, som han ger ut själv. Nuno och Ozzy är båda noga med att följa det senaste i musik, kläder och mode och är elitistiska. Caesar är redaktionens ständiga mobboffer då han enligt dem inte hänger med i vad som är coolt och hippt samt "av" och "på". Hardy spelas av Jonas Inde, Nuno av Robert Gustafsson, Ozzy av Henrik Schyffert och Caesar av Johan Rheborg.
- Micke (Jan Banan), en långhårig hårdrockare från Skövde som gillar Dokken, alkohol, cigaretter och att stöta på kvinnor. Handlar impulsivt och är ofta inblandad i konflikter. Spelad av Robert Gustafsson.
- Lars Brundin, blond, tjock och konstig. Välbärgat original som är ojämn i humöret och avgudar Patrick Swayze. Spelad av Robert Gustafsson.
- Pelle Alsing, ett rödhårigt barn i pagefrisyr som på makabra sätt har ihjäl sina husdjur, men som skyller på olycka. Spelad av Robert Gustafsson. (Namnet är lånat av musikern Pelle Alsing, trummis i Glenn Killings husband).
- Mick Talbot, professor i ordstäv, utklädd till maskoten för Bassetts liquorice allsorts, blandar ihop olika ordspråk och blir sedan förälskad i Glenn Killing och friar till honom. Spelad av Robert Gustafsson.
- Pastor Hannes Holm, välhängd frikyrkopastor med eget program i NileCity 105,6, där han tar emot önskelåtar från lyssnarna som sjungs acapella av hans medföljande kör. Spelad av Henrik Schyffert. Döpt efter filmregissören Hannes Holm.

## Produktioner

### TV-serier
- 1992 – I manegen med Glenn Killing
- 1995 – NileCity 105,6
- 1996 – Percy Tårar
- 1999 – Fyra små filmer
  - Gunnar Rehlin - En liten film om att göra någon illa
  - Ben & Gunnar - En liten film om manlig vänskap
  - På sista versen - En liten film om döden
  - Torsk på Tallinn - En liten film om ensamhet

### Liveshower
- 1994 – I manegen med Glenn Killing - Live från Berns
- 2000 – Glenn Killing på Grand Hôtel

### Långfilmer
- 2004 – Fyra nyanser av brunt

### Teaterföreställningar
- 2009 - Drömmen om Herrön

### Andra produktioner
- Spermaharen

### Fotnoter
1. ↑  ”Jonas Inde lämnar Killinggänget”. Svenska Dagbladet. 30 januari 2005. http://www.svd.se/kulturnoje/nyheter/jonas-inde-lamnar-killingganget_391063.svd.
2. ↑  Neuman, Ricki (27 oktober 2002). ”Nära skjuter ingen spermahare”. Svenska Dagbladet. http://www.svd.se/kulturnoje/nyheter/artikel_69855.svd.
3. ↑  ”1994: Killinggänget”. Karamelodiktstipeniater. Pygmé Musikförlag AB. Arkiverad från originalet den 19 mars 2016. https://web.archive.org/web/20160319091133/http://pygme.se/karamellodikt/stipendiater/manegen_med_glenn_killing.shtml. Läst 15 juni 2011.
4. ↑  ”10 roligaste stunderna med Killinggänget enligt Killinggänget-experten”. Cafe.se. 28 maj 2020. https://www.cafe.se/10-roligaste-stunderna-med-killingganget-enligt-killingganget-experten/. Läst 31 december 2023.